# رماح الحسيني
رماح فايز عبد الحسيني (16 مارس 1985 - 9 يوليو 2011) فنان تشكيلي فلسطيني، ولد في الجزائر. درس حتى الصف الثالث الابتدائي في الجزائر قبل أن ينتقل مع عائلته إلى قطاع غزة. استكمل مسيرته التعليمية في القطاع وحصل على شهادة الثانوية العامة من مدرسة الكرمل، ثم التحق بجامعة الأقصى حيث درس الفنون الجميلة. عبّر في لوحاته عن رؤيته للقضية الفلسطينية وموقفه من التصدي للاحتلال، حيث تضمنت أعماله مفاهيم الجهاد والصمود الفلسطيني، مما جعل من عمله الفني جزءًا لا يتجزأ من مشروع المقاومة. هو أحد المؤسسين لمجموعة جذور للفن التشكيلي في غزة. وشغل منصب عضو إداري في شركة أسوار قدسنا للإنتاج الفني خلال الأعوام (2007 -2011). كما عمل رسام كاريكاتير في موقع أرض الإسراء خلال الفترة من (2007 - 2009)، وفي مؤسسة جحاتون. استشهد خلال عملية اغتيال صهيونية أثناء قيادته سيارته الخاصة غرب مدينة دير البلح في وسط قطاع غزة.

## أسلوبه الفني
يتميز أسلوبه الفني باستخدام تقنيات متنوعة مثل الزيت والأكريليك والأحبار، حيث انعكست اهتماماته بالقضية الفلسطينية والمقاومة في أعماله، مما دفعه لاستكشاف فن الكاريكاتير بشكل أعمق. ومن خلاله عبرعن رؤيته النقدية للواقع السياسي والاجتماعي في فلسطين بوضوح ملحوظ.

## معارض
شارك رماح في عدد من المعارض الجماعية أهمها:
معرض الفن المقاوم الثاني، طهران عام 2011، معرض الجماعية 2012، معرض لحن التراب، جذور للفن التشكيلي في غزة.

## جوائز
حصل في عام 1990 على المرتبة الأولى على مستوى قطاع غزة في مسابقة رسم لوحة تشكيلية، وعلى جائزة أفضل رسام في قطاع غزة من جمعية الفنانين عام 1998.